# Yaowapha Wongsawat
Yaowapha Wongsawat (tiếng Thái: เยาวภา วงศ์สวัสดิ์, phiên âm: Dao-va-pha Vông-xa-vát, sinh 15 tháng 5 năm 1955) còn có biệt danh là Dang (tiếng Thái: แดง), là phu nhân cựu thủ tướng Somchai Wongsawat, cũng là em cựu thủ tướng Thaksin Shinawatra và chị cựu thủ tướng Yingluck Shinawatra. Bà từng giữ các chức danh cố vấn thủ tướng, hạ nghị sĩ Chiang Mai, bộ trưởng Giáo dục Thái Lan, phó chủ tịch Đảng Người Thái yêu người Thái (đã giải thể) và hiện là quyền chủ tịch Đảng Vì nước Thái.

## Sự nghiệp
Yaowapha Shinawatra sinh 15 tháng 5 năm 1955 tại Chiang Mai, là con thứ sáu trong gia tộc Shinawatra. Bà kết hôn với thẩm phán tỉnh Chiang Mai Somchai Wongsawat và sinh được 1 nam hai nữ.